# Église Saint-Georges de Saint-Paulien
L'église Saint-Georges de Saint-Paulien est une église de style roman auvergnat située à Saint-Paulien dans le département français de la Haute-Loire en région Auvergne-Rhône-Alpes.

## Historique
L'église a été construite au XIIe siècle et modifiée au XVIe siècle. Elle pourrait être dédiée à saint Georges du Puy.
Elle fait l'objet d'un classement au titre des monuments historiques depuis 1840 : elle fait partie de la première liste de monuments historiques français, la liste des monuments historiques protégés en 1840, qui comptait 1 034 monuments.

## Architecture
L'église Saint-Georges est édifiée en pierre de taille assemblée en grand appareil. Ses maçonneries présentent une belle polychromie résultant de la combinaison de blocs de couleur blanche, grise, noire, beige, brune, rose et mauve.
Les vitraux, installés en 1953, sont l'œuvre du peintre verrier Jacques Le Chevallier.

### Le chevet
L'église possède un impressionnant chevet polygonal à neuf pans à la polychromie très marquée.
La fenêtre axiale du chevet est surmontée d'un arc en plein cintre aux claveaux noirs et blancs. 
Elle est encadrée de deux chapelles rayonnantes dont les maçonneries sont rythmées par des colonnes engagées polychromes. Les fenêtres de ces chapelles présentent également des claveaux noirs et blancs et sont surmontées de mosaïques de pierres polychromes figurant des fleurs, des losanges des zigzags ou des cercles.
Le niveau supérieur du chevet est percé de fenêtres à large ébrasement.
|  |  |  |

### La façade occidentale
La partie centrale de la façade occidentale tripartite est occupée par un immense arc en saillie abritant le portail et deux fenêtres. 
Le portail possède un linteau en bâtière, une première voussure à claveaux polychromes et une deuxième voussure ornée d'une frise de dents de scie.
Les fenêtres de cette façade sont toutes agrémentées de claveaux polychromes, la plus haute reprenant le motif de la frise de dents de scie du portail.
La façade romane est surmontée d'un clocher d'époque plus tardive.